# Maximilian Zupitza

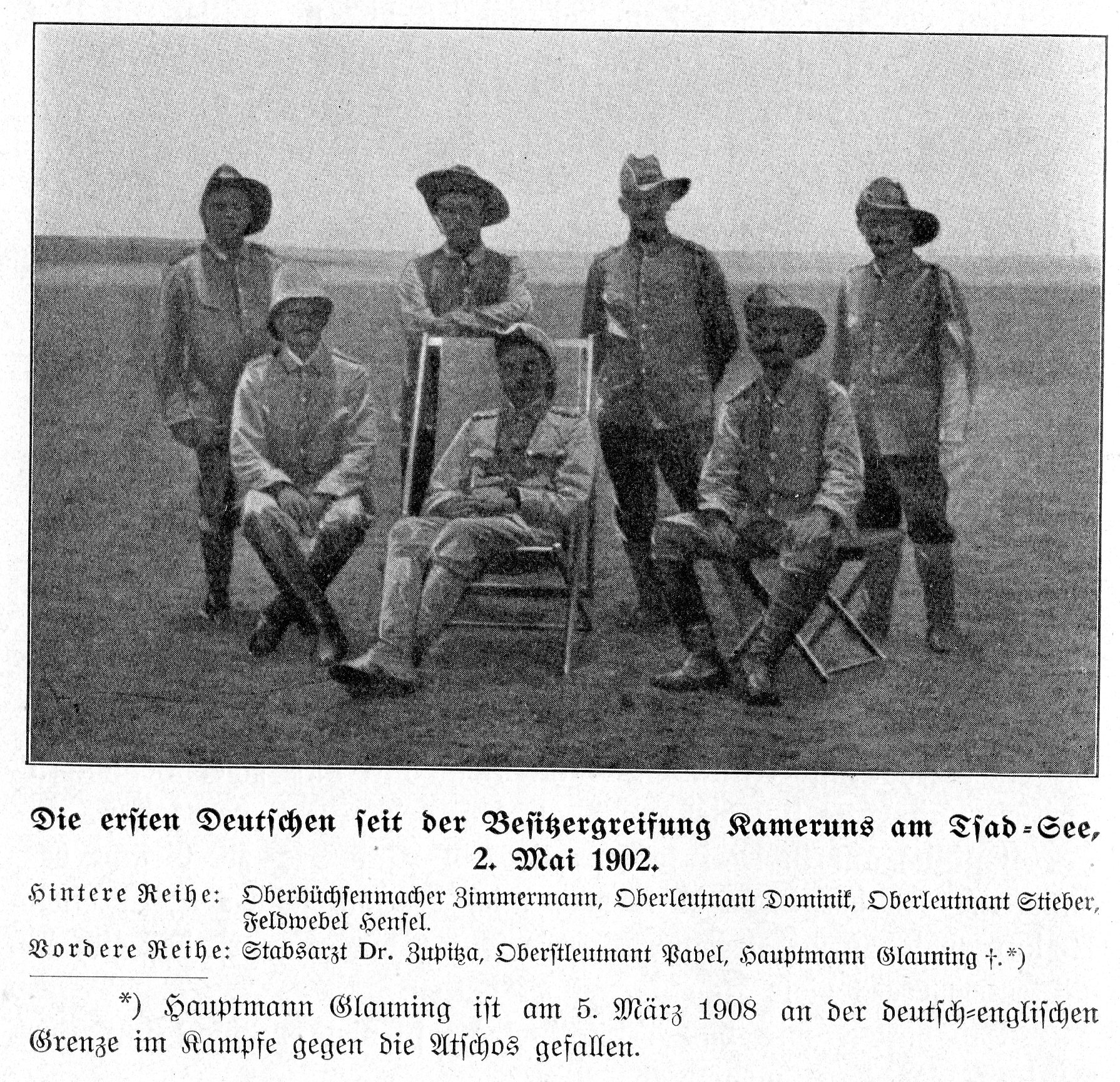
Maximilian Zupitza 1902 in Kamerun (vorne links)

Maximilian Zupitza (* 13. März 1868 in Bauerwitz, Oberschlesien; † 26. September 1938 in Schreiberhau, Riesengebirge) war ein deutscher Arzt und Offizier.

## Leben
Zupitza erlangte 1893 seine Approbation als Arzt. Er war Assistenzarzt im königlich-sächsischen Militärdienst und wurde 1894 Oberarzt. Im Januar 1895 trat er in die Schutztruppe für Deutsch-Ostafrika ein. 1896 war er in Mwanza und Bukoba stationiert und wurde 1897 Stabsarzt. Im selben Jahr brach er mit einer Expedition zum Victoriasee auf, um einen von ihm entdeckten Pestherd zu erforschen.
1900 wurde Zupitza für ein Jahr zum Kommando der Schutztruppen nach Berlin versetzt. 1901 trat er in die Schutztruppe für Kamerun ein, wo er zwei Jahre Dienst tat, ehe er 1903 wieder nach Ostafrika versetzt wurde. In den Jahren 1904 und 1905 übernahm er die Pestbekämpfung im Bezirk Iringa. Er wirkte an der Niederschlagung des Maji-Maji-Aufstands mit. Unter Beförderung zum Oberstabsarzt wurde er 1905 wiederum nach Kamerun versetzt, wo er bis 1908 Chefarzt der Schutztruppe war. Danach leitete er die Bekämpfung der Schlafkrankheit in Togo. Am Beginn des Ersten Weltkrieges im August 1914 geriet er zuerst in britische und dann in französische Gefangenschaft, aus der er 1916 – noch im Krieg – ausgetauscht wurde.
Im weiteren Kriegsverlauf befand sich Zupitza an der Ostfront in Russland. Im Juni 1917 machte er dem Reichskolonialamt die Anregung, die abgeschnittene Schutztruppe in Deutsch-Ostafrika per Zeppelin aus der Luft zu versorgen. Der Plan wurde durch LZ 104 (L 59) im November 1917 fast umgesetzt. Erst auf der Fahrt des Luftschiffes über dem Sudan kam per Funk der Befehl zur Rückkehr. Zupitza nahm als „nicht zur Besatzung gehörende Person“ an der Mission teil, die nach einem Langstreckenrekord wieder den Ausgangspunkt Jambol in Bulgarien erreichte.
In den 1920er Jahren war Zupitza Professor und wohnte in Dresden.

## Schriften (Auswahl)
- Die Ergebnisse der Pestexpedition nach Kiziba 1897/98, in: Archiv für Schiffs- und Tropenhygiene. Band 11, 1907.
- Über mechanischen Moskitoschutz in den Tropen, in: Archiv für Schiffs- und Tropenhygiene. Band 11, 1907.
- Über die Schlafkrankheitsfliege bei Duala. J.A. Barth, Leipzig Barth 1908.
- Beitrag zur Kenntnis der Vogel- und Fischtrypanosomen Kameruns. J.A. Barth, Leipzig 1909.
- Die Hilfsexpedition für die deutsch-ostafrikanische Schutztruppe auf dem Luftwege, in: Deutsche Kolonialzeitung. Nr. 36 (1919), S. 29–32 (online).
- Luftschiff als Blockadebrecher, in: Werner von Langsdorff: Deutsche Flagge über Sand und Palmen. 53 Kolonialkrieger erzählen. Gütersloh 1936, S. 330–338.